# استر بریمووا
اِستِر بریمووا (چکی: Ester Brymová؛ زادهٔ ۴ سپتامبر ۱۹۷۸) کارگردان فیلم، ویرایشگر فیلم و تهیه‌کننده فیلم اهل کشور جمهوری چک است.